# Scottie Wilbekin
Scottie Jordan Wilbekin (Gainesville, 5 aprile 1993) è un cestista statunitense naturalizzato turco.

## Carriera
Con la Turchia ha disputato i Campionati mondiali del 2019. In seguito al rifiuto per i preolimpici del 2023, la federazione turca gli ha revocato la nazionalità turca.

## Statistiche

### College
| Anno      | Squadra        | PG  | PT | MP   | TC%  | 3P%  | TL%  | RP  | AP  | PRP | SP  | PP   |
| --------- | -------------- | --- | -- | ---- | ---- | ---- | ---- | --- | --- | --- | --- | ---- |
| 2010-2011 | Florida Gators | 37  | 1  | 17,1 | 34,8 | 28,3 | 60,0 | 1,5 | 1,6 | 1,0 | 0,0 | 2,4  |
| 2011-2012 | Florida Gators | 37  | 1  | 15,2 | 43,4 | 45,7 | 71,4 | 1,5 | 1,6 | 0,6 | 0,1 | 2,6  |
| 2012-2013 | Florida Gators | 35  | 29 | 31,9 | 45,3 | 35,9 | 72,5 | 2,9 | 5,0 | 1,5 | 0,1 | 9,1  |
| 2013-2014 | Florida Gators | 34  | 33 | 33,8 | 40,2 | 39,0 | 72,5 | 2,4 | 3,6 | 1,6 | 0,0 | 13,1 |
| Carriera  | Carriera       | 143 | 64 | 24,2 | 41,6 | 37,6 | 71,1 | 2,1 | 2,9 | 1,2 | 0,0 | 6,7  |

### Eurolega
| Anno      | Squadra          | PG  | PT  | MP   | TC%  | 3P%  | TL%   | RP  | AP  | PRP | SP  | PP   |
| --------- | ---------------- | --- | --- | ---- | ---- | ---- | ----- | --- | --- | --- | --- | ---- |
| 2015-2016 | Darüşşafaka      | 20  | 5   | 21,3 | 37,7 | 35,0 | 75,6  | 1,5 | 2,3 | 1,0 | 0,0 | 10,2 |
| 2016-2017 | Darüşşafaka      | 31  | 17  | 25,2 | 43,0 | 40,4 | 87,0  | 1,8 | 3,2 | 1,4 | 0,0 | 11,6 |
| 2018-2019 | Maccabi Tel Aviv | 29  | 29  | 24,8 | 39,8 | 32,8 | 80,0  | 1,8 | 3,1 | 0,9 | 0,0 | 12,9 |
| 2019-2020 | Maccabi Tel Aviv | 26  | 25  | 26,1 | 43,6 | 43,5 | 81,2  | 2,0 | 3,4 | 1,2 | 0,0 | 16,1 |
| 2020-2021 | Maccabi Tel Aviv | 34  | 34  | 27,1 | 39,0 | 32,8 | 89,1  | 2,5 | 3,9 | 1,1 | 0,0 | 13,8 |
| 2021-2022 | Maccabi Tel Aviv | 35  | 35  | 29,0 | 41,9 | 37,9 | 94,1* | 2,1 | 4,1 | 1,5 | 0,0 | 15,4 |
| 2022-2023 | Fenerbahçe       | 25  | 23  | 23,7 | 40,8 | 35,7 | 73,3  | 1,7 | 2,6 | 1,0 | 0,0 | 11,1 |
| 2023-2024 | Fenerbahçe       | 41  | 18  | 24,7 | 40,8 | 40,1 | 87,5  | 2,2 | 3,3 | 1,1 | 0,0 | 13,0 |
| Carriera  | Carriera         | 241 | 186 | 25,5 | 40,9 | 37,5 | 85,2  | 2,0 | 3,3 | 1,2 | 0,0 | 13,2 |

### Eurocup
| Anno       | Squadra     | PG | PT | MP   | TC%  | 3P%  | TL%  | RP  | AP  | PRP | SP  | PP    |
| ---------- | ----------- | -- | -- | ---- | ---- | ---- | ---- | --- | --- | --- | --- | ----- |
| 2017-2018† | Darüşşafaka | 18 | 18 | 31,9 | 45,2 | 42,8 | 82,9 | 2,4 | 4,8 | 1,6 | 0,0 | 19,7* |
| Carriera   | Carriera    | 18 | 18 | 31,9 | 45,2 | 42,8 | 82,9 | 2,4 | 4,8 | 1,6 | 0,0 | 19,7  |

## Palmarès

### Squadra
- Campionato israeliano: 3

Maccabi Tel Aviv: 2018-2019, 2019-2020, 2020-2021
- Campionato turco: 2

Fenerbahçe: 2023-2024, 2024-2025
- Coppa di Israele: 1

Maccabi Tel Aviv: 2020-2021
- Coppa di Lega israeliana: 2

Maccabi Tel Aviv: 2020, 2021
- Coppa di Turchia: 2

Fenerbahçe: 2024, 2025
- Eurocup: 1

Darüşşafaka: 2017-2018
- Eurolega: 1

Fenerbahçe: 2024-2025

### Individuale
- Eurocup MVP: 1

Darüşşafaka: 2017-18
- Eurocup Finals MVP: 1

Darüşşafaka: 2017-18
- All-Eurocup First Team: 1

Darüşşafaka: 2017-18
- All-Israeli League First Team: 2

Maccabi Tel Aviv: 2019-20, 2020-21
- MVP Coppa di Lega israeliana: 1

Maccabi Tel Aviv: 2020
- Ligat ha'Al MVP finali: 1

Maccabi Tel Aviv: 2020-21
- All-Israeli League Second Team: 1

Maccabi Tel Aviv: 2021-2022